# IPhone 4s
Az iPhone 4s egy okostelefon, amelyet az Apple Inc. tervezett és forgalmazott. Ez az iPhone ötödik generációja, amely az iPhone 4 utódja, és megelőzi az iPhone 5-öt.
2011. október 4-én jelentették be, az Apple cupertinói egyetemén, és ez volt az utolsó Apple termék, amelyet Steve Jobs volt Apple-vezérigazgató és társalapító életében jelentettek be, aki másnap meghalt, és még abban az évben december 21-én szobrot kapott a Graphisoft Park-ban kezében az iPhone-nal.
A rendeléseket 2011. október 7-én lehetett leadni, a kiskereskedelmi üzletekben pedig 2011. október 14-én kezdődött el a főbb elérhetőség az Egyesült Államokban, Ausztráliában, Kanadában, az Egyesült Királyságban, Franciaországban, Németországban és Japánban.
Az eladások csúcsot értek elődjéhez képest, több mint egymillió eladással a rendelési elérhetőség első huszonnégy órájában, és több mint négymillió eladással a kiskereskedelmi elérhetőség első négy napjában.
A következő hónapokban további 22 országra kiterjedő bevezetésre került sor 2011 október 28-tól.